# 大庭久美子
大庭 久美子（おおば くみこ、1988年5月17日 - ）は、日本の女子元バスケットボール選手である。福岡県出身。ポジションはガード。169cm。コートネームは「ミゥ」だが、社会人入りしてからは同音異字の女優である大場久美子からの由来で「コメットさん」と呼ばれる。

## 来歴
飯塚東小学校6年生の時に全国大会出場。折尾中学校3年生時の2003年に全国中学校バスケットボール大会で優勝。2004年、九州女子高校1年生時より全国高等学校総合体育大会バスケットボール競技大会（インターハイ）に出場し、1回戦の倉敷翠松戦でチームトップの23得点。2年生、3年生時にも出場し2回戦進出。国民体育大会のメンバーにも選出され、2年生時に準優勝。
高校卒業後の2007年、WJBLのデンソーアイリスに加入。1年目のWリーグ2007-08シーズンより19試合に出場。Wリーグ2010-11シーズンはチームのレギュラーシーズン28試合、セミファイナル3試合全てにスターターで出場。2011-12シーズンは日本代表活動中に負傷したため開幕より欠場。2012年1月のオールジャパンでゴーグルをつけて試合復帰し、初の決勝進出に貢献。2013-14シーズンはチーム初のWリーグファイナル進出に貢献した。
2016年引退。

## 経歴
- 九州女子高 - デンソー（2007年〜2016年）

## 日本代表歴
2011年、日本代表に初選出され、2011年バスケットボール女子アジア選手権で7試合に出場したが、3位決定戦のチャイニーズ・タイペイ戦で眼窩底骨折の大怪我を負う。
2012年6月、ロンドンオリンピックバスケットボール女子世界最終予選で3試合に出場。
2013年のアジア選手権では43年ぶりの優勝に貢献した。5試合に出場し、1試合平均5得点1.2アシスト。
2014年の世界選手権にも出場した。